# Zedd
Anton Zaslavski (em russo: Антон Заславский; Saratov, 2 de setembro de 1989), conhecido por seu nome artístico Zedd, é um DJ e produtor musical russo-alemão. Zedd cresceu e iniciou sua jornada musical em Kaiserslautern, Alemanha. Seu nome artístico, Zedd, foi derivado de "zed", a pronúncia inglesa para "Z". Em 2012, ele lançou "Clarity" (com participação de Foxes), música que o levou a fama, alcançando a 8ª posição na Billboard Hot 100 e rendendo-lhe um Grammy de Melhor Gravação de Dance no Grammy Awards de 2012. Ainda em 2012, ele lançou seu álbum de estreia, Clarity, com o single de sucesso "Stay the Night" (com Hayley Williams) aparecendo na edição deluxe do álbum em 2013.
Em 2015, seu segundo álbum de estúdio, True Colors, foi lançado, com o single principal "I Want You to Know", em parceria com Selena Gomez. Outras músicas conhecidas de Zedd incluem "Stay" com Alessia Cara, que alcançou a 7ª posição nas paradas; "The Middle" com Maren Morris e Grey; e, como artista convidado, "Break Free" com Ariana Grande, que chegou à 4ª posição nos EUA.
Em agosto de 2024 Zedd lançou seu terceiro álbum de estúdio, Telos, o primeiro single de Telos "Out of Time" tornou-se o tema de abertura do novo anime Dragon Ball Daima.

## Biografia
Anton Zaslavski, nasceu em 2 de setembro de 1989 em Saratov, na Rússia, então parte da União Soviética, em uma família judia. Aos três anos, mudou-se com a família para Dansenberg, Kaiserslautern, na Alemanha. Filho de músicos — seu pai, Igor Zaslavski, é guitarrista e professor, enquanto sua mãe é professora de piano —, Anton começou a estudar música cedo, tocando piano aos quatro anos e bateria aos doze. Ele também tem um irmão mais velho, Arkadi, e um meio-irmão mais novo, Daniel.
Em 2002, Zaslavski ingressou na banda alemã de deathcore Dioramic, que tinha contrato com a gravadora Lifeforce Records. No entanto, seu interesse pela música eletrônica foi despertado depois de ouvir o álbum Cross da dupla francesa Justice.

## Carreira

### Começo (2009—2011)
Após deixar a banda Dioramic em 2010, Zedd ganhou dois concursos de remix do Beatport no mesmo ano. Seu primeiro single, "The Anthem", entrou no Top 20 das paradas de Electro House do Beatport. Além disso, ele remixou "Scary Monsters and Nice Sprites" de Skrillex, o que impulsionou sua carreira. Desde então, Zedd produziu remixes para vários artistas de renome, incluindo Justin Bieber, Lady Gaga, The Black Eyed Peas, Enhypen, Twice, Madeon, Porter Robinson, Krewella, Galantis, Deadmau5, Blackpink e Periphery.

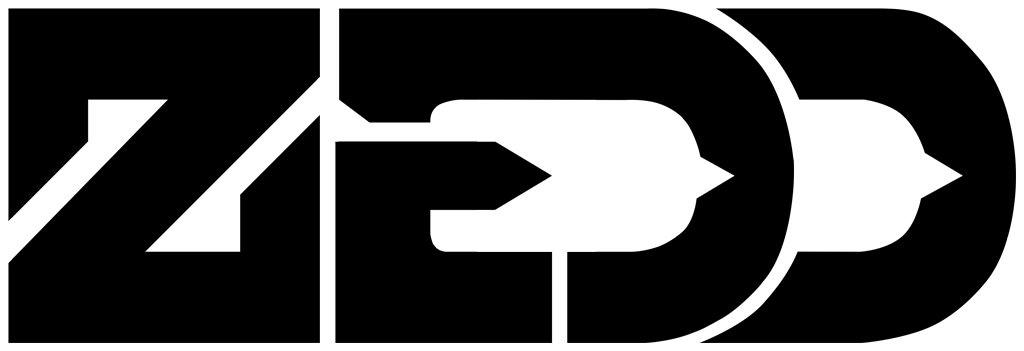
Zedd logo

Zaslavski cria suas músicas usando a suíte de produção musical Cubase, aproveitando a versatilidade de plugins como os sintetizadores Sylenth1, Nexus, SynthMaster 2.6 e Omnisphere, além do sampler Kontakt.
O remix de Zedd para a faixa "Born This Way" de Lady Gaga foi incluído na edição especial do terceiro álbum de estúdio da cantora, Born This Way (2011). Em 2011, seu single "Shave It Up" (inicialmente chamado de "Shave It") marcou seu primeiro lançamento pela gravadora OWSLA. Ele ainda lançou as faixas "Slam the Door" e "Shotgun" com a OWSLA antes de partir para lançar seu álbum de estreia em 2013.
2012–2014: Clarity
Em 2012, Zedd assinou com a Interscope Records e lançou seu single de estreia pela gravadora, "Spectrum", com letra e vocais de Matthew Koma. A faixa rapidamente alcançou o topo da parada Hot Dance Club Songs da Billboard. No mesmo ano, ele produziu a música "I Don't Like You" de Eva Simons, também lançada pela Interscope, e coescreveu o terceiro single "Beauty and a Beat" com Max Martin para o álbum Believe de Justin Bieber.

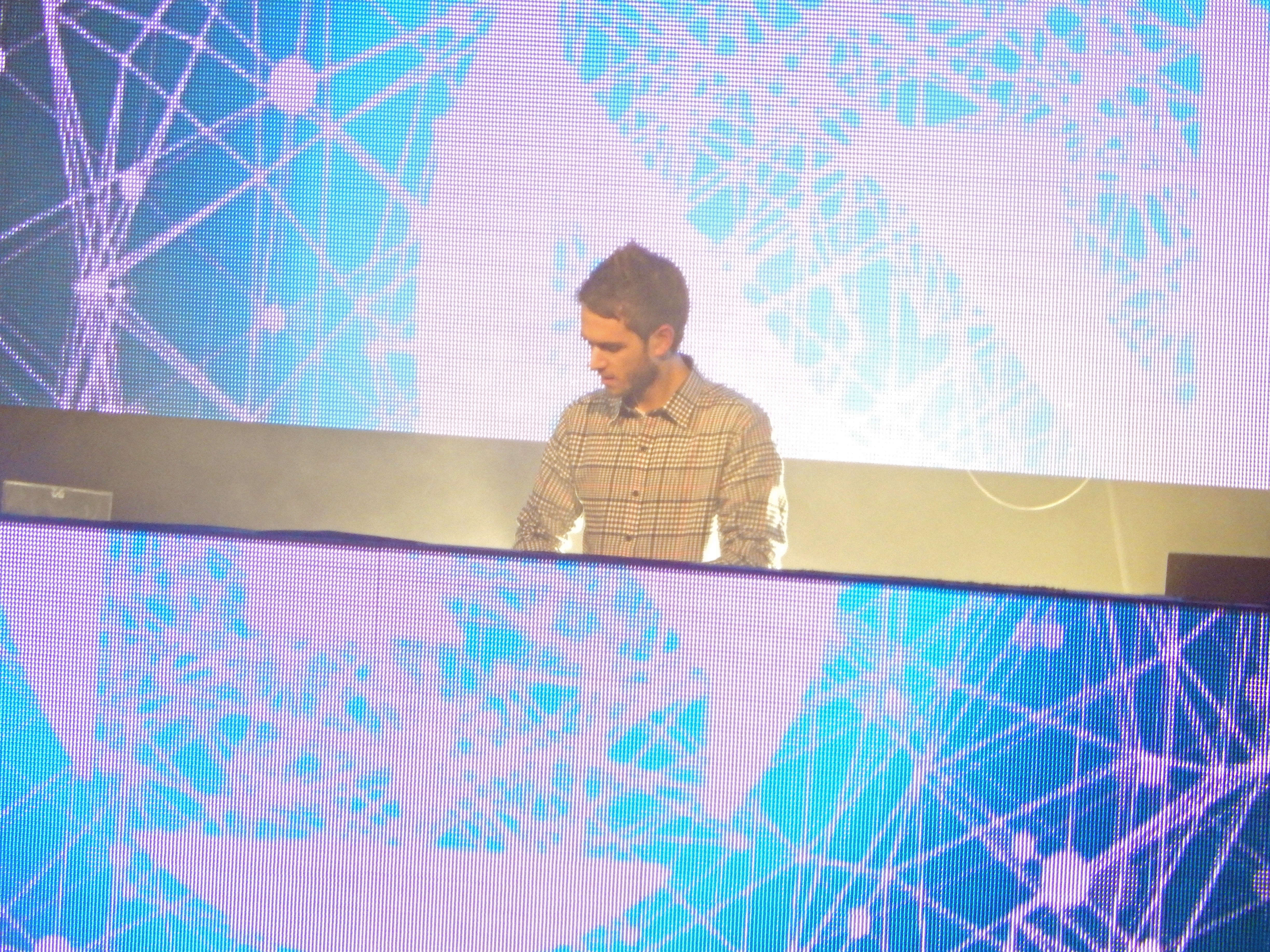
Zedd durante turnê em Chicago em 2013

Em 12 de outubro de 2012, Zedd lançou seu álbum de estreia, Clarity, com "Shave It" como o primeiro single e "Spectrum" como o segundo. A faixa-título, "Clarity", com participação da cantora britânica Foxes, foi lançada em 1º de fevereiro de 2013 como o terceiro single do álbum. A canção alcançou o Top 10 da Billboard Hot 100, vendeu mais de 2 milhões de cópias e foi certificada como platina, tornando-se o maior sucesso de Zedd até então. Em 10 de setembro de 2013, "Clarity" se tornou a música mais tocada nas rádios americanas. Zedd encerrou 2013 com sua primeira turnê mundial, esgotando ingressos em cinco continentes. Anos depois, Matthew Koma alegou que não recebeu o devido crédito por suas contribuições para "Clarity" e "Spectrum", criticando a atitude de Zedd e mencionando que foi ele quem trouxe Foxes para o projeto.
Zedd também trabalhou com a cantora japonesa Namie Amuro, produzindo a faixa promocional "Heaven" para o álbum Feel dela. Em 2015, ele voltou a colaborar com Namie Amuro para o álbum genic, embora nenhuma das músicas que produziu tenha sido incluída na versão final do disco.
"Stay the Night", com a participação de Hayley Williams, foi lançada em 10 de setembro de 2013 como parte da versão deluxe de Clarity. A música alcançou o Top 20 da Billboard Hot 100 e também foi certificada como platina. Em 2013, Zedd produziu as faixas "Aura", "G.U.Y." e "Donatella" para o álbum Artpop de Lady Gaga. Em 26 de janeiro de 2014, ele lançou o single "Find You", com Matthew Koma e Miriam Bryant, que foi incluído na trilha sonora do filme Divergente.
Em 3 de julho de 2014, Ariana Grande lançou a música "Break Free" em colaboração com Zedd, que alcançou a quarta posição na Billboard Hot 100 e o topo da Hot Dance/Electronic Songs. A canção foi indicada ao Teen Choice Awards na categoria "Break-Up Song". Em 18 de dezembro de 2014, foi lançado o documentário Moment of Clarity, sobre Zedd e sua turnê mundial de 2013, com participação de Sandra Bullock, Rachel Weisz e Julia Roberts.
2015–2016: True Colors
Após um intervalo de seis meses, Zedd anunciou o lançamento de seu segundo álbum de estúdio, True Colors. Em 23 de fevereiro de 2015, ele lançou a colaboração "I Want You to Know", com Selena Gomez, coescrita por Zedd, Ryan Tedder (OneRepublic) e Kevin Drew. A faixa alcançou a primeira posição na Billboard's Dance/Electronic Songs.
Em 13 de maio de 2015, Zedd lançou o segundo single, "Beautiful Now", com Jon Bellion, e o álbum True Colors foi lançado dois dias depois, alcançando o primeiro lugar na Billboard Dance/Electronic Albums. O terceiro single do álbum, "Papercut", com Troye Sivan, foi lançado em 17 de julho de 2015.
Em maio, Zedd foi um dos artistas principais do Counter Point Music and Arts Festival e do Spring Awakening Festival. Ele também se apresentou no CMT Music Awards com Lady Antebellum, fazendo um mashup das músicas "Long Stretch of Love" e "Beautiful Now". Sua turnê mundial True Colors Tour ocorreu de agosto a novembro de 2015, passando por Ásia, América do Norte e Europa. Em 2016, Zedd fez parte do lineup do festival Coachella.
Em 26 de fevereiro de 2016, ele lançou o single "Candyman" com Aloe Blacc. Em julho, a cantora Hailee Steinfeld e o duo Grey lançaram "Starving", com participação de Zedd, que alcançou a quinta posição no Billboard Mainstream Top 40 e na UK Singles Chart.
Zedd também colaborou com a Riot Games para a música "Ignite", tema do campeonato mundial de League of Legends em 2016. Em dezembro do mesmo ano, ele lançou um remix de "Let Me Love You" de DJ Snake.
2017–2023: Colaborações e Singles
Em 2017, Zedd organizou um show beneficente em apoio à União Americana pelas Liberdades Civis (ACLU), em resposta à ordem executiva do presidente dos EUA, Donald Trump, que suspendeu a entrada de refugiados por 120 dias e bloqueou cidadãos de sete países de maioria muçulmana. O evento contou com artistas como Daya, Halsey, Macklemore, Tinashe e Skrillex. Em 23 de fevereiro de 2017, Zedd lançou "Stay", uma colaboração com Alessia Cara, que estreou na 28ª posição da Billboard Hot 100 e 33ª no UK Singles Chart. Em 6 de julho de 2017, lançou "Get Low" com Liam Payne.
Em 23 de janeiro de 2018, Zedd lançou "The Middle", com Maren Morris e Grey, que alcançou o primeiro lugar na Billboard Pop Songs e a quinta posição na Billboard Hot 100. Em março do mesmo ano, ele foi classificado como o sétimo melhor artista de dance pela Billboard. Em abril, a National Geographic convidou Zedd para compor uma música inspirada na série documental One Strange Rock, lançando o videoclipe no YouTube em 9 de abril. Em 17 de julho, Zedd lançou "Happy Now" com Elley Duhé, seguido pelo clipe em 23 de agosto.
No final de setembro de 2018, Zedd lançou um remix de "Lost in Japan" de Shawn Mendes, que rapidamente subiu nas paradas. A colaboração foi apresentada no American Music Awards e no Victoria's Secret Fashion Show em 2018. Em fevereiro de 2019, Zedd lançou "365" com Katy Perry, junto com o videoclipe. Ele se apresentou no palco principal do Coachella em 21 de abril, com participações especiais de Katy Perry, Alessia Cara e Maren Morris.
Em 1º de maio de 2019, Zedd anunciou a Orbit Tour, que começou no outono de 2019 com a participação de NOTD e Jax Jones. Em 31 de maio, Katy Perry lançou "Never Really Over", produzida e coescrita por Zedd, que estreou em 15º lugar na Billboard Hot 100. Em setembro de 2019, ele lançou "Good Thing" com Kehlani.
Em outubro de 2019, Zedd foi "banido permanentemente" da China após curtir um tuíte sobre o programa South Park, que havia sido proibido no país. Apesar disso, sua música continuou acessível na China. Em 16 de julho de 2020, Zedd lançou "Funny" com Jasmine Thompson, e em 23 de outubro, "Inside Out" com Griff.
Em abril de 2021, foi anunciado que Zedd teria uma residência no superclube Zouk, em Las Vegas, juntamente com Tiësto, recebendo US$ 250 mil por apresentação. O show inaugural aconteceu em 3 de julho de 2021. Em setembro, ele colaborou com o jogo Valorant, criando skins de armas com efeitos sonoros exclusivos e uma música personalizada. Além disso, lançou o remix de "Die For You", tema oficial do campeonato mundial, que foi tocado na abertura do Valorant Champions de 2021.
Em 28 de janeiro de 2022, Zedd lançou "You've Got to Let Go If You Want to Be Free" com o duo Disclosure. Em maio de 2022, se apresentou no EDC Las Vegas, com transmissão ao vivo. Em agosto, iniciou uma colaboração comercial com a HyperX, tornando-se o "Embaixador Global da Marca".
2024–Presente: Telos
Nove anos após o lançamento de True Colors, Zedd anunciou seu terceiro álbum, Telos, lançado em 30 de agosto de 2024. Ele também anunciou a turnê Telos Tour. O primeiro single do álbum, "Out of Time", com Bea Miller, foi lançado em 21 de junho. Em setembro de 2024, Zedd apresentou "No Gravity", com Bava, para uma plateia lotada em Los Angeles. Telos foi nomeado ao Grammy Awards de 2025 na categoria Melhor Álbum Dance/Eletrônico.
Zedd colaborou com o duo japonês C & K para a música "Jaka Jaan" (ジャカ☆ジャ〜ン), tema de abertura do anime Dragon Ball Daima de 2024. Ele foi convidado para compor a faixa por ser um fã declarado da franquia Dragon Ball, com a letra escrita por Yukinojo Mori. Zedd também canta o tema de encerramento do show, "Nakama", em colaboração com a cantora japonesa-americana Ai, que escreveu a letra.

## Vida pessoal
Em 2015, Zedd teve um breve relacionamento com a cantora e atriz Selena Gomez. Ele revelou que não gostava da atenção da mídia em torno do namoro.
O DJ é torcedor do clube de futebol alemão 1. FC Kaiserslautern.
Zedd é multilíngue, falando russo, alemão e inglês fluentemente, além de ter conhecimentos básicos de francês.

## Discografia

### Álbuns de estúdio
- Clarity (2012)
- True Colors (2015)
- Telos (2024)

## Turnês
- Moment of Clarity Tour (2013)
- True Colors Tour (2015)
- Echo Tour (2017–2018)
- Orbit Tour (2019)
- Telos Tour (2024)